# 北克丹布
北克丹布（？—？），正蓝旗满洲人，是一名清朝政治人物。
北克丹布曾于咸丰十一年（1861年）接替高会嘉任漳州府知府一职，同治三年（1864年）由马珍接任。